# Gologorica
Gologorica je naselje u općini Cerovlje. Prema popisu iz 2001. ima 274 stanovnika. Poznate znamenitosti u Gologorici su crkva Sv. Petra i Pavla apostola s tri prekrasna renesansna oltara i oslikanom krstionicom iz 17. stoljeća, crkvica Sv. Marije zgor Lokve na ulazu u naselje s freskama nepoznatog autora, te ostaci gradskih zidina - sjeverni ulaz u grad "vela vrata".
Gologorica je također više puta spomenuta i u Istarskom razvodu, čak je i sam sastavljač istarskog razvoda podrijetlom ili službom vezan uz Gologoricu - notar Mikula Gologorički. Samim tim spomenom Gologorice dokazuje se i njeno postojanje davne 1325. godine. a također se dokazuje i postojanje ranije manje crkvice na mjestu današnje župne crkve Sv. Petra i Pavla.

## Stanovništvo
| broj stanovnika | 498   | 515   | 406   | 389   | 392   | 387   | 1110  |       | 382   | 342   | 309   | 321   | 274   | 283   | 274   | 269   | 237   |
|                 | 1857. | 1869. | 1880. | 1890. | 1900. | 1910. | 1921. | 1931. | 1948. | 1953. | 1961. | 1971. | 1981. | 1991. | 2001. | 2011. | 2021. |